# هولوکاست در نروژ

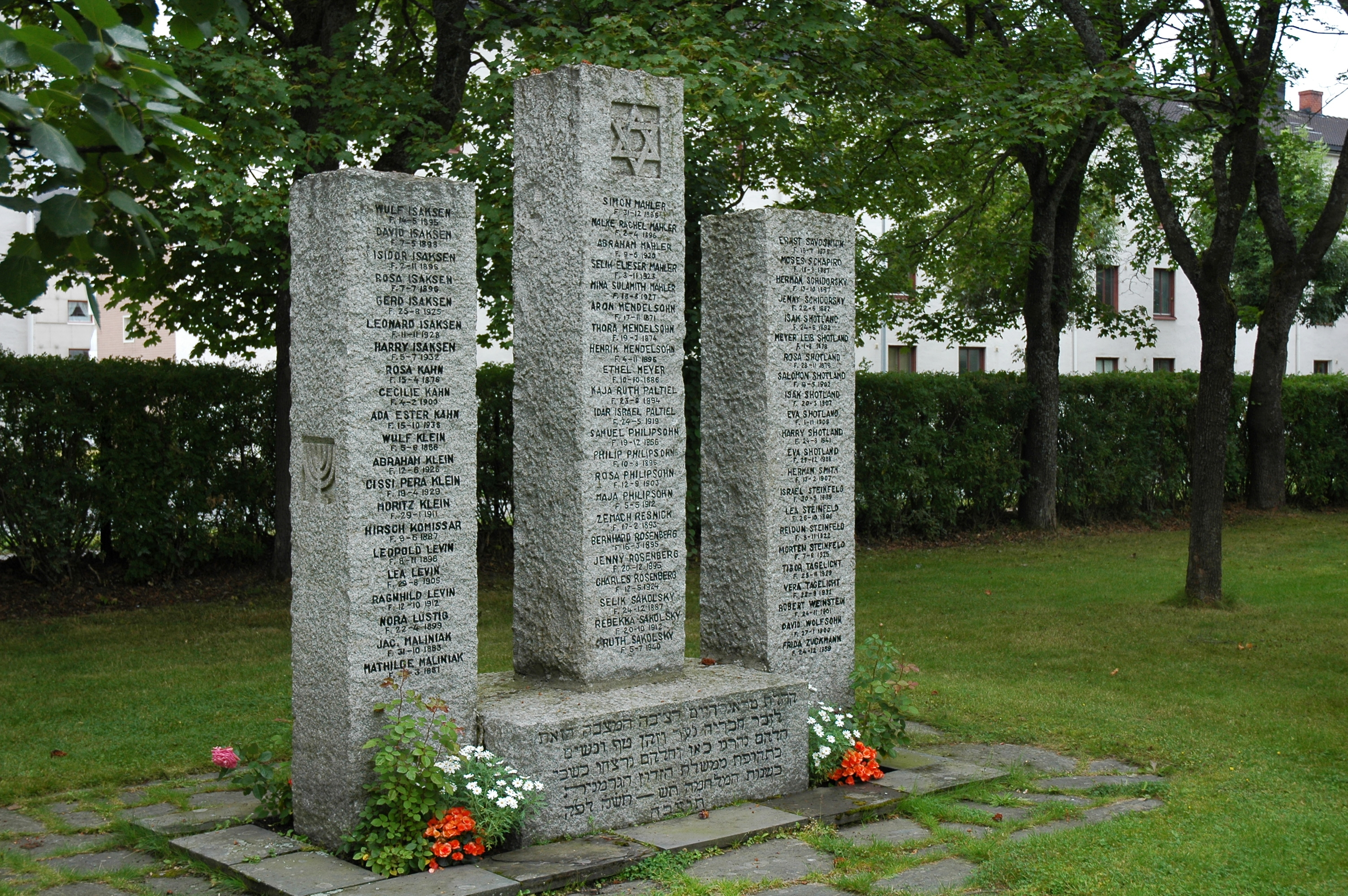
سنگ یادبودی در گورستان یهودیان تروندهایم

هولوکاست در نروژ به اذیت و آزار یهودیان در جریان اشغال نروژ توسط آلمان و تبعید ۷۵۹ تن از ایشان با کمک حکومت ملی همدست به ریاست ویدکون کیسلینگ گفته می‌شود. بیشتر تبعیدشدگان در اردوگاه آشویتس کشته‌شدند.
تعدادی از تاریخ‌دانان به تضاد میان مورد نروژ با دانمارک در جریان جنگ جهانی دوم اشاره کرده‌اند که در دومی جمعیت محلی با فشار گسترده مانع از تبعید یهودیان خود شد.

## معرفی
در ۱۸۵۱، تبصره‌ای به قانون اساسی نروژ افزوده شد که بر پایه آن ممنوعیت ورود یهودیان به خاک نروژ از ماده ۲ این قانون حذف می‌شد. از آن پس، نروژ میزبان جمعیتی یهودی بود که در ۱۹۳۹ جمعیتی بالغ بر ۱۸۰۰ تن داشت و بیشترشان در دو شهر بزرگ کشور، یعنی اسلو و تروندهایم، زندگی می‌کردند.
در دهه ۱۹۳۰، یهودستیزی در صحنه سیاسی نروژ توسط حزب دست راستی ناسیونال ساملینگ تأسیس یافته در ۱۹۳۳ توسط ویدکون کیسلینگ نمایندگی می‌شد. این حزب اما در آن هنگام حزبی کوچک با نمایندگانی اندک بود.

## گاهشماری

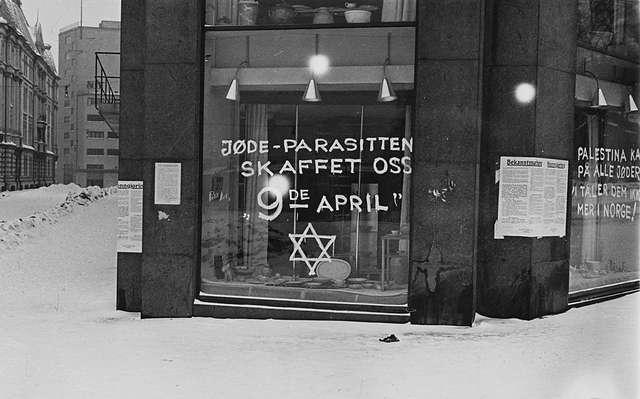
گرافیتی ضدیهودی در اسلو در ۱۹۴۱

- ۱۰ ژانویه ۱۹۴۲: در پی درخواست ویلهلم ردیس، یوناس لی وزیر پلیس اقدام به اجباری ساختن پوشیدن نشان ستاره داوود با حرف «J» بر رویش، برای یهودیان کرد. حزب ناسیونال ساملینگ آغاز به سرشماری جمعیت یهودی کشور کرد.[۶]
- ۷ اوت ۱۹۴۲: گرهارد فلش دستور به بازداشت همه یهودیان مذکر تروندهایم که سنشان بالاتر از ۱۴ سال بود، داد.[۷]
- ۲۶ اکتبر ۱۹۴۲: آغاز بازداشت همه یهودیان مذکر کشور توسط تلاش مشترک نیروهای پلیس نروژ و آلمان. حکومت کیسلینگ با تصویب قانونی اقدام به ضبط دارایی‌های یهودیان کرد.[۱] نزدیک به ۳۰۰ یهودی دستگیر و در طی هفته نخست در اردوگاه کار اجباری برگ نگهداری شدند.[۸]
- ۲۶ نوامبر ۱۹۴۲: دستگیری‌ها شامل همه دیگر یهودیان، از جمله زنان و کودکان، شد.[۱] کشتی اس‌اس دانائو تعداد ۵۳۲ یهودی از منطقه اسلو را به شچچین منتقل کرد، و آن‌ها از آنجا به آشویتس فرستاده شدند.[۹]
- فوریه ۱۹۴۳: کشتی MS Gotenland تعداد ۱۵۸ یهودی از منطقه تروندهایم و شمال کشور را به سوی بالتیک برد.[۱۰]

## مقاومت
مقاومت نروژ به یهودیانی که قصد پنهان شدن در سوئد بی‌طرف را داشتند کمک می‌کرد. میان ۹۲۵ تا ۹۳۰ یهودی توانستند از این راه از مرز بگذرند. مقامات سوئدی در عین حال تلاش داشتند با اعطای شهروندی به یهودیان نروژی جلوی اخراج دوباره آن‌ها را بگیرند. در مارس ۱۹۴۵، آن‌ها با این ادعا که ۶۴ یهودی با ازدواج با شهروندان سوئدی توانسته‌اند شهروندی آن کشور را به دست بیاورند، از نروژ درخواست کردند تا این افراد را که در آن هنگام در نروژ در بازداشت به سر می‌بردند، آزاد کرده و به سوئد منتقل کنند.
۴۲ شهروند نروژ از سوی ید وشم لقب درستکار در میان ملل را دریافت کرده‌اند.